# U-483
U-483 – niemiecki okręt podwodny (U-Boot) typu VII C z okresu II wojny światowej. Okręt wszedł do służby w 1943 roku. Jedynym dowódcą był Kptlt. Hans-Joachim von Morstein.

## Historia
Wcielony do 5. Flotylli U-Bootów celem szkolenia załogi, od sierpnia 1944 roku kolejno w 3. i 11. Flotylli jako jednostka bojowa.
Odbył dwa patrole bojowe, podczas jednego z nich uszkodził fregatę typu Captain HMS „Whitaker” (1300 t), uznaną potem za straconą.
Poddany 9 maja 1945 roku w Trondheim (Norwegia), przebazowany do Scapa Flow, a później 29 maja 1945 roku do Loch Ryan (Szkocja). Zatopiony 16 grudnia 1945 roku podczas operacji Deadlight.